# 정독
정독(精讀)은 읽기 방식중의 하나로 글을 읽을 때 뜻을 알고 생각하고자 하는 부분에서 앞 뒤 문장에서 문장에 대한 각각의 연결, 단어의 연결을 보고  해당 문장이나 단어의 의미를 생각하고 새겨가며 읽는 읽기 방식이다.

## 같이 보기
- 통독 (읽기)
- 음독
- 묵독
- 미독
- 속독
- 발췌해서 읽기